# Joseph Chappell Hutcheson

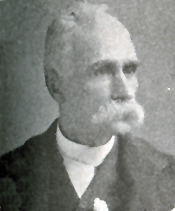
Joseph Chappell Hutcheson

Joseph Chappell Hutcheson (* 18. Mai 1842 bei Boydton, Mecklenburg County, Virginia; † 25. Mai 1924 bei Chattanooga, Tennessee) war ein US-amerikanischer Politiker. Zwischen 1893 und 1897 vertrat er den Bundesstaat Texas im US-Repräsentantenhaus.

## Werdegang
Joseph Hutcheson besuchte die öffentlichen Schulen seiner Heimat und danach bis 1861 das Randolph-Macon College in Ashland. Während des Bürgerkrieges diente er im Heer der Konföderation. Nach einem anschließenden Jurastudium an der University of Virginia in Charlottesville und seiner 1866 erfolgten Zulassung als Rechtsanwalt begann er in Anderson (Texas) in diesem Beruf zu arbeiten. Im Jahr 1874 verlegte er seinen Wohnsitz und seine Kanzlei nach Houston. Gleichzeitig schlug er als Mitglied der Demokratischen Partei eine politische Laufbahn ein. Im Jahr 1880 wurde er in das Repräsentantenhaus von Texas gewählt.
Bei den Kongresswahlen des Jahres 1892 wurde Hutcheson im ersten Wahlbezirk von Texas in das US-Repräsentantenhaus in Washington, D.C. gewählt, wo er am 4. März 1893 die Nachfolge von Charles Stewart antrat. Nach einer Wiederwahl konnte er bis zum 3. März 1897 zwei Legislaturperioden im Kongress absolvieren. Im Jahr 1896 verzichtete er auf eine weitere Kandidatur. Nach dem Ende seiner Zeit im US-Repräsentantenhaus praktizierte Hutcheson wieder als Anwalt in Houston. Er starb am 25. Mai 1924 in seinem Sommerwohnsitz nahe Chattanooga und wurde in Houston beigesetzt.